# Böbingen
Böbingen là một xã thuộc huyện Südliche Weinstraße, bang Rheinland-Pfalz, Đức. Xã này có diện tích 6,9 km², dân số thời điểm 31 tháng 12 năm 2006 là 663 người.